# Jakowicze (rejon brasławski)
Jakowicze (biał. Якавічы; ros. Яковичи) – wieś na Białorusi, w obwodzie witebskim, w rejonie brasławskim, w sielsowiecie Opsa.
Dawniej wieś i zaścianek.
Inna nazwa miejscowości to Janowicze.

## Historia
W latach 1921–1945 kolonia leżała w Polsce, w województwie nowogródzkim (od 1926 w województwie wileńskim), w powiecie brasławskim, w gminie Opsa.
Według Powszechnego Spisu Ludności z 1921 roku zamieszkiwało tu 118 osób, wszystkie były wyznania rzymskokatolickiego. Jednocześnie 110 mieszkańców zadeklarowało polską przynależność narodową, a 8 litewską. Były tu 24 budynki mieszkalne. Wykaz z 1931 podaje, że we wsi w 24 domach zamieszkiwało 116 osób, a w zaścianku o tej samej nazwie – w 1 domu zamieszkiwały 3 osoby.
Wierni należeli do parafii rzymskokatolickiej w Opsie. Miejscowości podlegały pod Sąd Grodzki w Opsie i Okręgowy w Wilnie; właściwy urząd pocztowy mieścił się w Opsie.